# تالر ساکسون
تالر ساکسون (به انگلیسی: Saxon thaler) (به آلمانی: Sächsischer Thaler) یکای پول رایج در ساکسونی است.